# 絕對少女
絕對少女是大森靖子在2013年12月11日推出的專輯。主題是「想要肯定所有的女孩子」由直枝政廣監製，封面由蜷川實花負責。服飾為縷縷夢兔的東加苗提供。
其中「ミッドナイト清純異性交遊」和「君と映画」的MV由松居大悟擔任導演，由說過自己是大森粉絲的橋本愛跟蒼波純演出。前者是大森以道重沙由美為主題寫的歌，甚至為此親自造訪道重所居住的山口縣。歌詞中有「大きい瞳」(早安少女組。6期成員中龜井繪里、道重沙由美跟田中麗奈的歌。)在合音中有「ラララのピピピ」(道重沙由美的個人曲。)
第15首歌「I&YOU&I&YOU&I」是早安家族的團體「蒲公英」收錄在『All of タンポポ』的翻唱。

## 曲目
1. 「絶対彼女」
2. 「ミッドナイト清純異性交遊」
3. 「エンドレスダンス」
4. 「あまい」
5. 「Over The Party」
6. 「少女3号」
7. 「婦rick裸にて」
8. 「PS」
9. 「hayatochiri」
10. 「W」
11. 「展覧会の絵」
12. 「青い部屋」
13. 「あれそれ」
14. 「君と映画」
15. 「I&YOU&I&YOU&I」